# محافظه العقیق
محافظه العقیق (به عربی: محافظة العقيق) یک منطقهٔ مسکونی در عربستان سعودی است که در استان باحه واقع شده‌است.